# Chodscha Maschhad

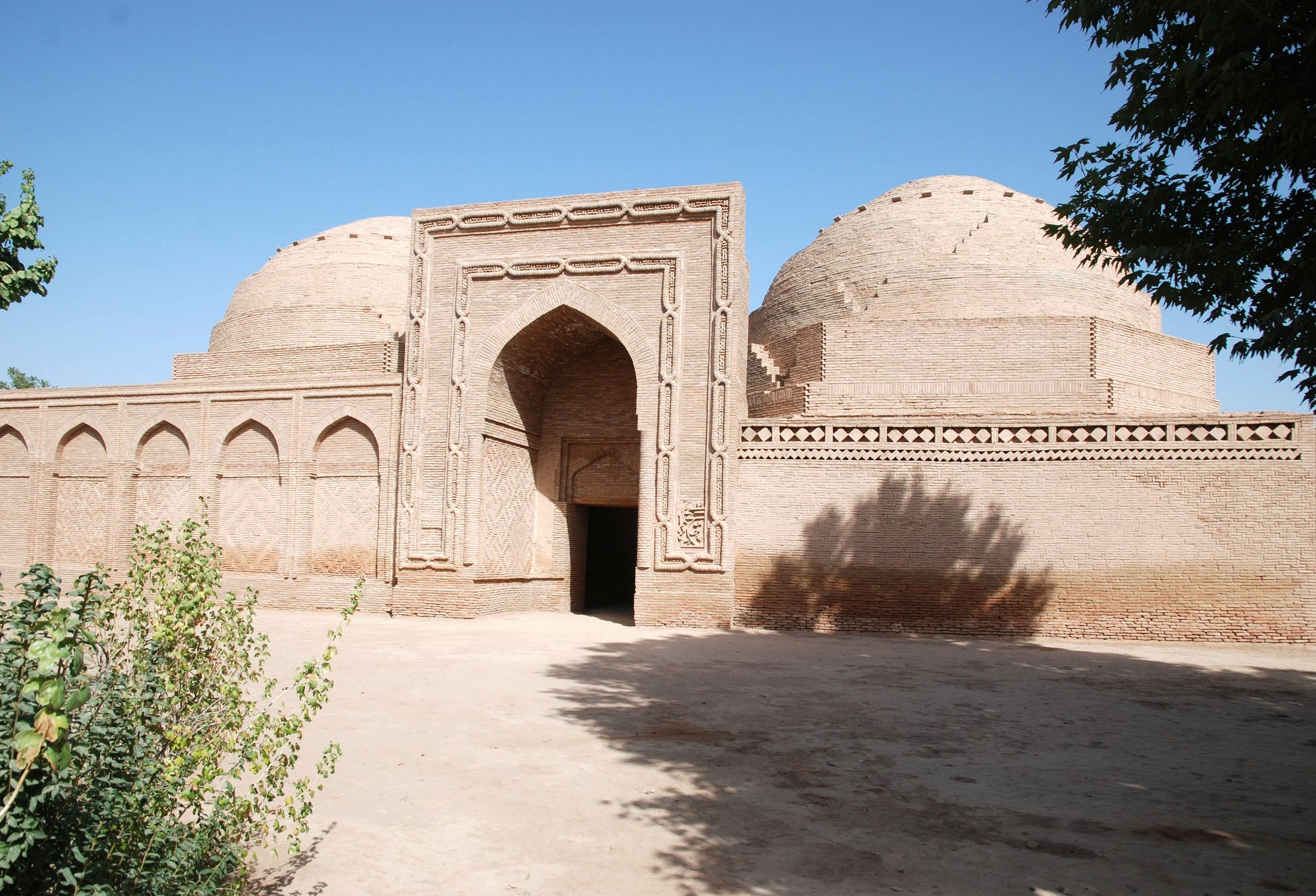
Vollständig restaurierte Eingangsfassade im Süden. Zwei Kuppelbauten sind durch einen zentralen Iwan verbunden.

Chodscha Maschhad (tadschikisch Хоҷа Машҳад, russisch Ходжа Машад), auch Chodscha Maschad, Khoja Mashad, ist eine der ältesten Madrasas in Zentralasien aus dem 9. bis 12. Jahrhundert, die nahe der Stadt Schahritus in der Provinz Chatlon im Südwesten Tadschikistans erhalten blieb. Das restaurierte Ziegelgebäude besteht aus zwei, durch einen Portalvorraum miteinander verbundenen, überkuppelten Räumen; der östliche gründet möglicherweise auf einem im 9. Jahrhundert entstandenen Mausoleum. Die Anlage zählt zu den bedeutendsten historischen Monumenten Tadschikistans und wurde 1999 in die Tentativliste des UNESCO-Welterbes aufgenommen.

## Lage
Koordinaten: 37° 13′ 12,6″ N, 68° 8′ 53,1″ O
Von Schahritus führt die aus Richtung der rund 165 Kilometer entfernten Landeshauptstadt Duschanbe kommende Schnellstraße A384 weiter flussabwärts am rechten (westlichen) Ufer des Kofarnihon nach Süden bis zum Amudarja an der Grenze zu Afghanistan und an diesem entlang nach Termiz in Usbekistan. Chodscha Maschhad liegt sechs Kilometer südlich von Schahritus an dieser Straße, die nach weiteren zwölf Kilometern die Kleinstadt Aiwanj (Ayvaj) am Amudarja erreicht. Fünf Kilometer südlich von Schahritus passiert die Straße einen Friedhof mit den Resten des Mausoleums Chodscha Sarbos (Хоҷа Сарбоз) aus dem 11./12. Jahrhundert; nach einem weiteren knappen Kilometer zweigt an einer Schule eine Nebenstraße nach Osten ins Zentrum des Dorfes Sajod (Саёд, Sayyod) ab. Das Dorf (kischlak) Sajod ist der Hauptort des gleichnamigen Subdistrikts (dschamoat) des Distrikts Schahritus. Nach einigen 100 Metern durch das Dorf links ab wird die historische Anlage am Ende eines mit Blumen und Bäumen angelegten Parks erreicht. Die angrenzenden landwirtschaftlichen Gehöfte sind von Gemüsegärten und Obstbäumen umgeben und durch hohe Mauern von der Straße getrennt.
Das Gebiet im äußersten Südwesten Tadschikistans wird als Kubodijon-(Qabodiyon)-Oase bezeichnet. Hierzu gehören die Distrikte Kubodijon und Schahritus am Kofarnihon sowie Nosiri Chusraw (vormals Beschkent) entlang der usbekischen Grenze. In der breiten Talebene am Unterlauf des Kofarnihon um die Städte Kubodijon und Schahritus wurden über 100 historische und kulturelle Stätten gelistet, deren meist geringe Reste jedoch kaum bekannt sind. Die ersten archäologischen Erkundungen fanden 1946 bis 1948 statt. 1966 erforschten das historische und archäologische Institut von Duschanbe die mittelalterlichen Bauten des unteren Kofarnihon-Tals. Zwei Mausoleen waren aus gebrannten Ziegeln errichtet, die überwiegende Zahl der Gebäude bestand aus Lehmziegeln. Hierzu gehören die Ruinen von Chodscha Durbod (Хоҷа Дурбод, Khoja Durbad) südlich von Schahritus, ein kleines quadratisches Mausoleum aus gebrannten Ziegeln, und das wenig größere, ebenfalls quadratische Mausoleum Tillo Khaloji in der Nähe von Aiwanj. In dessen noch aufrecht stehenden Wänden legt die lokale Bevölkerung Votivgaben ab. Angeblich seit frühislamischer Zeit wird der Pilgerort Tschilu-tschor tschaschma („44 Quellen“) acht Kilometer westlich von Schahritus verehrt. Nach einigen arabischen Quellen gehörte im islamischen Mittelalter der untere Kofarnihon noch zur Region Tocharistan.

## Geschichtliche Entwicklung

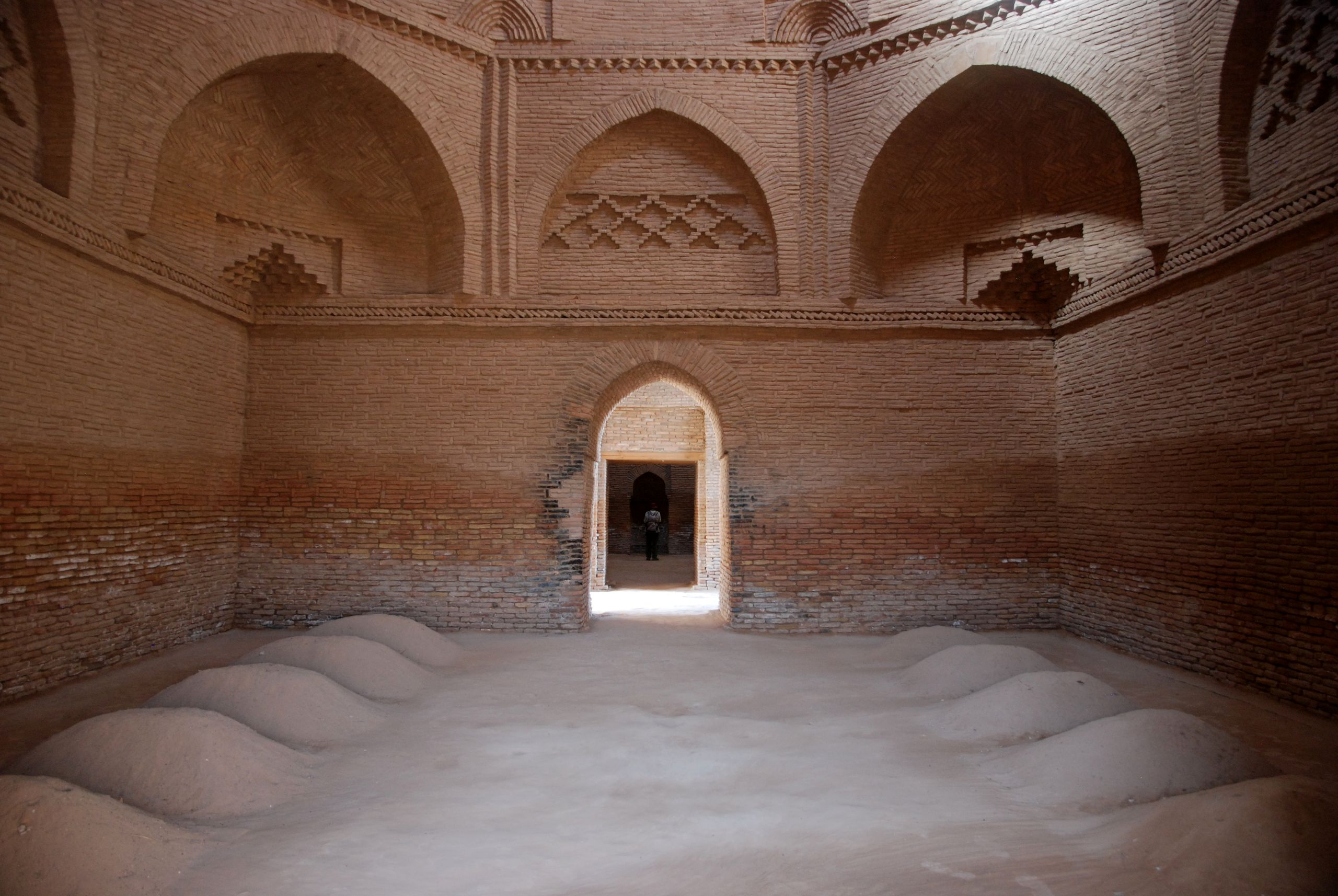
Gräber im östlichen Kuppelbau. Durchblick nach Westen

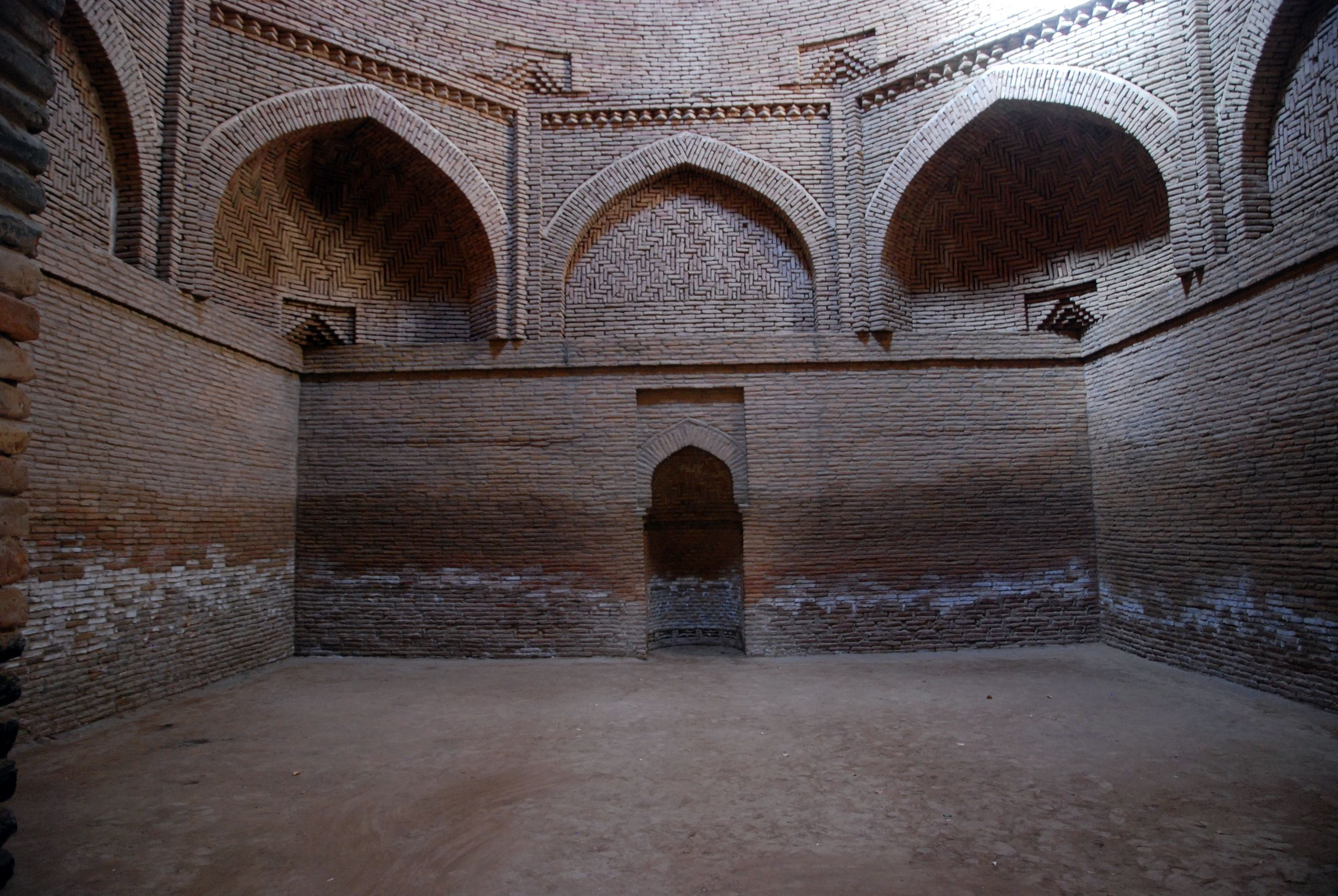
Gleiche Blickrichtung. Westwand des westlichen Kuppelbaus

Die ersten arabischen Eroberungszüge in die Regionen Tocharistan und Balch südlich des Amudarja fanden zur Zeit des umayyadischen Kalifen ʿUthmān ibn ʿAffān Mitte des 7. Jahrhunderts statt. Nördlich des Amudarja, in die Gebiete des antiken Transoxanien (arabisch mā warāʾan-nahr) drangen die Araber bereits 654 auf einem Feldzug nach Sogdien vor und 681 hielten sich erstmals arabische Truppen über den Winter in Transoxanien auf. In den Jahren dazwischen fanden einige begrenzte Raubzüge statt. Für die Eroberungen und die Verbreitung des Islam im vormals von Buddhismus und Zoroastrismus geprägten Zentralasien im 8. und 9. Jahrhundert ist der persische Historiker at-Tabarī (839–923) eine der Hauptquellen. In der zweiten Hälfte des 8. Jahrhunderts gab es mehrere Aufstände durch vom schiitischen Islam und Zoroastrismus beeinflusste synkretistische Sekten. Verschiedene regionale Dynastien standen im 9./10. Jahrhundert unter der Oberherrschaft der Samaniden und im 10./11. Jahrhundert der Seldschuken.
Die älteste bekannte Moschee in der Region wurde in der zweiten Hälfte des 9. Jahrhunderts in Balch errichtet, dem ehemaligen Zentrum des Zoroastrismus. Die erhaltenen Reste der No Gumbad-Moschee zeigen ein quadratisches Gebäude von 20 Metern Seitenlänge, dessen Raum durch Arkaden, die sich über vier mächtige Ziegelsäulen im Zentrum spannten, in neun Segmente gegliedert war. Die ältesten Moscheen in Buchara stammen aus dem 10. Jahrhundert.
In den ersten drei islamischen Jahrhunderten unterrichteten Gelehrte in Moscheen. Zur Unterbringung von Lehrern und Schülern wurden in der Nähe der Moscheen Herbergen (han) errichtet. Als ab dem 10. Jahrhundert der Unterricht in eigenen Gebäuden stattfand, gehörte die Madrasa häufig zu einem Komplex mit einer Moschee und einem Mausoleum; auch war die funktionelle Unterscheidung zur Moschee gering und die Madrasa konnte ebenfalls als Betraum dienen.
Die Architektur der Madrasa entwickelte sich ab dem Ende des abbasidischen Kalifats im östlichen iranischen Hochland. In Chorasan, Transoxanien und dem Nordiran entstanden unter den Ghaznawiden Anfang des 10. Jahrhunderts Madrasas als Weiterentwicklung des Unterrichts in Moscheen und in den Privathäusern der Lehrer. Aus dem Osten kamen Madrasas später nach Syrien. Als Ursprung der Madrasa-Architektur erkannte W. Bartold das zentralasiatische buddhistische Kloster (vihara), etwa der auf dem Vier-Iwan-Plan basierenden, ausgegrabenen Anlage von Adschina-Teppa entsprechend. Genauso gut möglich, jedoch ebenfalls ungesichert ist mit André Godard (1951) die Herleitung von dem für Chorasan charakteristischen Wohnhausstil. Eine unter den Samaniden erbaute Madrasa in Buchara wurde durch ein Feuer zerstört, vermutlich weil sie überwiegend aus Holz bestand. Ab dem 11. Jahrhundert wurden in Zentralasien Madrasas aus Materialien errichtet, welche die Zeit überdauert haben. In Nischapur (Nordiran) ließ Sultan Tughrul Beg kurz vor 1046 die erste seldschukische Madrasa errichten, um die sunnitische Lehre zu verbreiten und den Einfluss der Schiiten zurückzudrängen. Die älteste berühmte Madrasa – berühmt, weil eine von Nizām al-Mulk, dem Wesir der Seldschuken, 1067 in Bagdad gegründete Nizāmīya (al-Madrasa al-Niẓāmīya) – geht vermutlich auf Vorläufer in Chorasan und Buchara zurück, wo es nach den zeitgenössischen Historikern bereits zuvor 33 Madrasas gab. Vom 10. bis  zum 12. Jahrhundert entstanden zahlreiche Madrasas zwischen Buchara, Merw (Turkmenistan), Nischapur, Ghazni (Nordafghanistan) und Chuttalan. Letztgenannte Region entspricht etwa der heutigen tadschikischen Provinz Chatlon. Dort sollen dem persischen Historiker Abu'l-Fadl Bayhaqi (995–1077) zufolge über 20 Madrasas (einschließlich Chodscha Maschhad) existiert haben. Für Balch berichten zeitgenössische Quellen von mehreren 100 Madrasas, die es bis zur Eroberung der Stadt durch die Mongolen 1220 gab. Von den Madrasas der Region Chuttalan hat allein Chodscha Maschhad überlebt. Aus dem gesamten seldschukischen Herrschaftsbereich ist dies die einzige erhaltene der zahlreichen Madrasas des 11./12. Jahrhunderts, deren Architektur ansonsten nicht bekannt ist. Neben den in Samarkand unter dem Karachaniden-Herrscher Abu Ishaq Ibrahim ibn Nasr (Ibrahim I., reg. 1052–1068) erbauten Madrasas ist Chodscha Maschhad die vermutlich älteste erhaltene Madrasa überhaupt. Die früheste erhaltene Madrasa im Iran ist die Madrasa-i Imami in Isfahan von 1325.

## Architektur

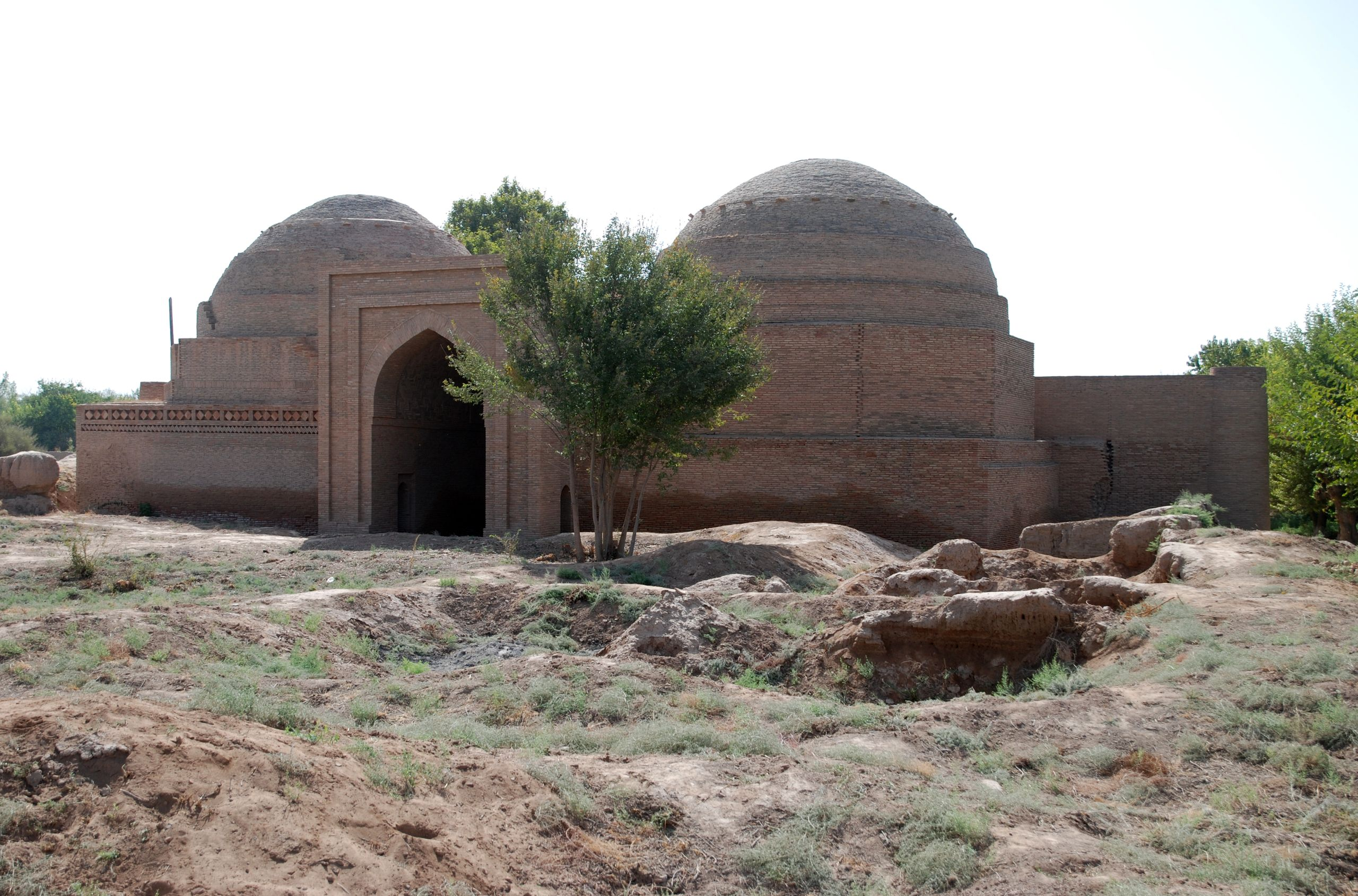
Kuppelbauten von Norden. Hier befand sich der Hof mit den angrenzenden Studentenzimmern (hudschra).

Das Hauptgebäude von Chodscha Maschhad besteht aus zwei mächtigen, von Kuppeln überwölbten Baukörpern auf einer quadratischen Grundfläche, die durch einen Torbau miteinander verbunden sind. Ein einzelner quadratischer Kuppelbau, wie er im benachbarten Chodscha Sarbos als Ruine erhalten blieb, bildete ab dem 9. Jahrhundert die architektonische Grundlage für die zentralasiatischen Grabbauten (persisch gumbaz, arabisch qubba). Eine Moschee war grundsätzlich nie als Grabstätte geeignet, der Raum für Gebete und der Grabraum mussten funktionell getrennt sein. Als im 11. Jahrhundert mit der Verbreitung des Sufismus viele neue Mausoleen gebaut wurden, ergab sich somit die Verpflichtung, neben der Grabkammer (gur-chana, von gur, „Grab“ und chana, „Raum“) einen weiteren Raum für Gebete (ziarat-chana, von ziarat, „Gedenken“, „Ehrerbietung“) oder zum Vorlesen des Korans (dars-chana, von dars, arabisch „Lektion“, „Unterricht“) zu errichten.

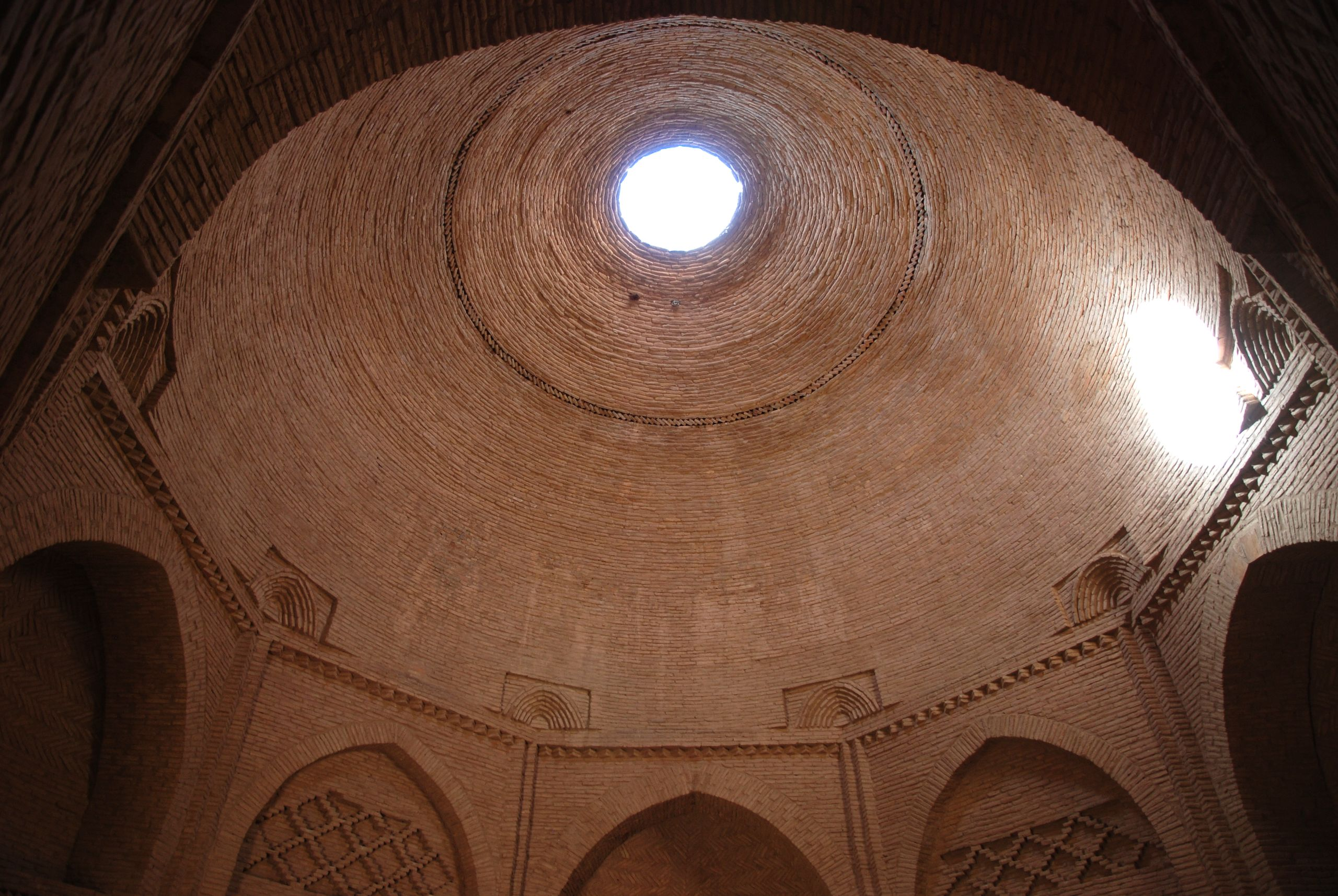
Östliche Kuppel. Gewölbeverband mit liegenden Ringschichten.

Über die Geschichte von Chodscha Maschhad ist kaum etwas bekannt. Der östliche Kuppelbau wurde möglicherweise im 9. Jahrhundert als Mausoleum mit mehreren Gräbern angelegt. Chodscha Maschhad wäre dann ein bedeutender Ort für die Ausbreitung des Islam in der Region gewesen. Im 11. Jahrhundert kam nach dieser zeitlichen Einschätzung der westliche Gebäudeteil als Moschee hinzu. Anfang des 11. Jahrhunderts soll der persische Dichter, Reisende und Missionar Nāsir-i Chusrau (1004–1072/78) hier Unterricht erhalten haben. Der Ort war Mausoleum, Moschee, Madrasa und entwickelte sich zu einem mittelalterlichen Pilgerzentrum. R. Mukimov datiert den erhaltenen östlichen Bau in das 11. Jahrhundert und den westlichen Erweiterungsbau in das 12. Jahrhundert.
Die Grundfläche der einstigen Gesamtanlage betrug 68 × 48 Meter, die beiden restaurierten Kuppelbauten messen außen zusammen etwa 33 × 15 Meter bei etwa 12 Metern Höhe. Jeder der Räume ist 10,4 × 10,4 Meter groß. Hinzu kommt an der Eingangsseite im Süden eine vorgesetzte Schaufassade, die mehrere Meter an beiden Seiten über das Gebäude hinausragt. Die Schaufassade ist nicht statisch mit der Gebäudemauer verbunden und überragt den Kuppelansatz. Der Verbindungsraum mit einem hohen Iwan-Portal bildet in Süd-Nord-Richtung die zentrale Achse. Bei annähernd gleicher Größe unterscheiden sich die beiden Kuppelbauten in einigen Details ihres Aufbaus und ihrer Ornamentik. Die Außenmauer des östlichen rechteckigen Unterbaus besteht aus Doppelreihen von Läuferziegeln, die von einem hochgestellten Binder unterbrochen werden und in einem mittleren Verband verlegt sind. An der Oberkante schließt der östliche Quadratbau an drei Seiten mit einem Fries ab, der von einer schräg gestellten Ziegelreihe und darüber einem Rautenband gebildet wird. Die Südfassade des westlichen Kuppelbaus besteht aus einer Reihe von spitzbogigen Blendarkaden, die nach der Restaurierung mit Ziegeln in Fischgrätmuster und in verschiedenen Rautenmustern ausgefüllt sind, wie sie im 11./12. Jahrhundert häufig vorkamen. Die Iwan-Fassade ist mit zwei umlaufenden und sich verknotenden, doppelten Wülsten gestaltet. Ursprünglich muss der gesamte Zwischenraum durch feingliedrige florale Muster ausgeschmückt gewesen sein, von denen noch ein Rest rechts unten erhalten blieb. Die übrigen Außenwände tragen keinen Bauschmuck.
Der östliche Kuppelbau wurde  als freistehendes Gebäude mit Eingängen in der Ostwand und der Westwand errichtet. Im Innern verweisen zwei Reihen mit einfachen Grabstellen aus aufgeschichtetem Lehm auf die Funktion des Gebäudes. Der Übergang vom Quadrat der unteren Mauer zu einem achteckigen Zwischenglied erfolgt mit kleinen Trompen in den Ecken und darüber tiefen, spitzbogigen Nischen. Oberhalb ragt eine hohe Rundkuppel auf. Zu deren Grundkreis leiten in den Ecken kleine Zwickel mit vorkragenden Ziegeln. Der westliche Kuppelbau ist innen leer. Gegenüber dem einzigen Eingang ist in der Westwand eine Gebetsnische (miḥrāb) eingetieft. Die Gewölbekonstruktion entspricht dem östlichen Gebäudeteil.
Im Norden des Gebäudes blieben geringe Mauerreste aus Lehmziegeln erhalten. Sie gehörten zu einer Reihe von Räumen mit Tonnengewölbe, die auf einen Innenhof orientiert waren, in dessen Achsen sich Iwane und an den Ecken Türme befanden. Die 3,5 bis 4 Meter langen, schmalen Räume dienten in der Madrasa als Unterkünfte (chudschra, auch hudschra, khujra) der Schüler. Bei einer solchen Anlage ist es gut möglich, dass sie als Zentrum (chāneqāh) einer Sufi-Bruderschaft (ṭarīqa) diente, in der Sufis lebten, religiöse Rituale (ḏikr) pflegten und sich Pilger versammelten. Hinter der Anlage erstreckt sich ein alter Friedhof.
Um Chodscha Maschhad als eines der bedeutendsten Denkmäler des Landes kümmern sich mehrere staatliche Verwaltungsstellen, darunter das Kulturministerium, die Verwaltung des Schahritus-Distrikts (nohija), des Sajot-Subdistrikts (dschamoat) und des Sajot-mahalla-Komitees. Zum Wiederaufbau der Anlage seit 2005 leisteten unabhängig voneinander der Iran und die Vereinigten Staaten beträchtliche finanzielle Hilfe. Von 2005 bis 2009 unterstützte die amerikanische Botschaft in Duschanbe das Wiederaufbauprojekt mit einem Kulturprogramm, das unter anderem die Erhaltung von Sarasm, Alt-Pandschakent, die Förderung der Dokumentation archäologischer Stätten und der tadschikischen Musik umfasst.
Vor Beginn des Wiederaufbaus mussten die durch unterschiedliche Grundwasserhöhen entstandenen Absackungen und Rissbildungen am Fundament mit Hilfe eines Entwässerungssystems behoben werden. Das teilweise aus dem Kofarnihon stammende und durch Winterregen vermehrte Grundwasser kommt bei Chodscha Maschhad in einer Tiefe von 2,2 bis 4,2 Metern vor. Das Maximum wird im Sommer und das Minimum im Winter erreicht. Die Arbeiten begannen 2005 mit dem Bau einer Drainage und der statischen Sicherung der vorhandenen Mauerreste. Anschließend wurden zunächst der westliche, später der östliche Kuppelbau und schließlich die Fassade des Iwan wiederhergestellt. Im Juli 2010 wurden die restaurierten Kuppelbauten offiziell der Öffentlichkeit präsentiert.

## Kulturelle Bedeutung

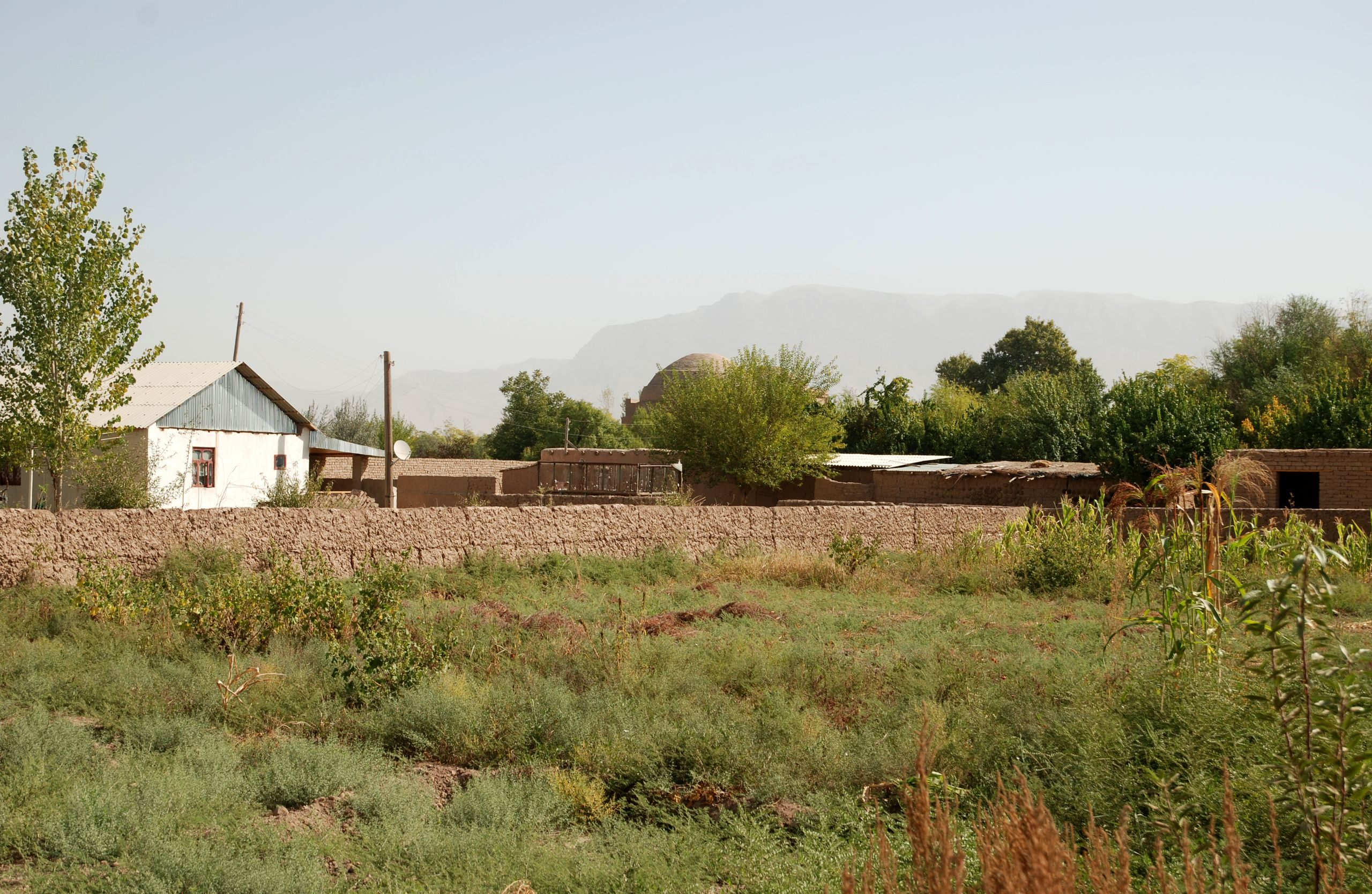
Gehöft in Sajod mit Chodscha Maschhad im Hintergrund von Westen

Die Bezeichnung der Stätte setzt sich aus chodscha, einem muslimischen Ehrentitel in Zentralasien, und dem Namen der nordiranischen Stadt Maschhad zusammen. Nach einer Legende war Chodscha Maschhad ein reicher Mann, der Ende des 9. Jahrhunderts aus dem Iran kam, um hier eine Madrasa zu gründen. Das Mausoleum, in welchem der Prediger später begraben wurde, soll durch den Willen Allahs über Nacht von Vögeln gebaut worden sein. Nach anderer Einschätzung wurde der Ort hingegen als islamisches Unterrichtszentrum gegründet.
Die Bevölkerung der Kubodijon-Oase ist ethnisch gemischt. Zwar verstehen sich die meisten Bewohner als Tadschiken, dennoch wird zwischen den mahalli, die seit Jahrhunderten hier leben, und den in den 1950er Jahren für den Anbau von Baumwolle angesiedelten Landarbeitern aus anderen Gegenden Tadschikistans (kuhistoni) und aus Usbekistan unterschieden. Die mahalli („eingeborene“ Bevölkerung) wird in Tadschiken, Araber (Nachfahren der arabischen Einwanderer) und sajodis (die ihre Abstammung bis zum Propheten Mohammed zurückführen) eingeteilt. Die aus den Bergen stammenden kuhistoni (persisch kohistan, kuhiston, „Land der Berge“) haben neben den mahalli eigene Siedlungen gegründet. Für die mahalli gilt Sajod als eine der ältesten Siedlungen der Region. Der Baumwollanbau ist um Sajod der wesentliche Erwerbszweig, das mahalla-Komitee des Dorfes spielt daher eine politisch führende Rolle im Subdistrikt.
Die ethnischen Gruppen im Sajod-Subdistrikt konstruieren sorgfältig ihre Herkunftslegenden und führen sich auf verschiedene bedeutende Männer zurück. Die mahalli, die sich untereinander in einer verwandtschaftlichen Beziehung verbunden sehen, grenzen sich insbesondere dadurch von den kuhistoni ab. Während die kuhistoni sich zur Rückversicherung ihrer Gruppenzugehörigkeit regelmäßig in ihre Herkunftsregion (häufig das Rascht-Tal) begeben, um dort ihre Religion zu praktizieren, verehren mahalli die heiligen Stätten in der Umgebung. Zu ihnen zählen um Schahritus die „44 Quellen“ (Tschilu-tschor tschaschma) und die Grabstätten der „Sieben Heiligen“ („sieben chodschas“, persisch haft chodschagan), einschließlich Chodscha Sarbos und Chodscha Maschhad.
Die mahalli im Umfeld von Chodscha Maschhad, also die Chodschamaschhadi, führen ihre Herkunft – der einen Legende entsprechend – auf Leute aus Maschhad zurück, die mit der frühesten Verbreitung des Islam in die Region gekommen sein sollen. Diese Leute hätten die dem „heidnischen Feuerkult“ (Zoroastrismus) anhängenden Einheimischen zum Islam bekehrt und den Ort Sajod gegründet. Die sich zu dieser Herkunft zählenden Familien gehören zur Sajodi-Abstammungsgruppe (arabisch silsila), nehmen den Dorfnamen als Beleg her und leiten hieraus Privilegien ab. In der Auseinandersetzung um die Bedeutung von Chodscha Maschhad stehen die Chodschamaschhadis, die den Ort exklusiv für ihre Familien aus einem Mausoleum entstanden glauben, den anderen mahalli-Gruppen gegenüber, für die es sich um ein auf wundersame Weise über Nacht entstandenes Heiligtum für alle mahalli handelt. Einwohner des Dorfes wissen aus ihrer Kindheit in der ersten Hälfte des 20. Jahrhunderts zu berichten, dass in Chodscha Maschhad nicht religiöse Zeremonien, sondern weltliche Neujahrsfeste (Nouruz) und bestimmte Hochzeitsfeiern veranstaltet wurden. Erst nach 1960 verbot, den Aussagen zufolge, der religiöse Leiter des Ortes (ein Pīr) den Frauen, hier ihre Hochzeitsfeiern zu veranstalten. Diese Erzählung lässt unberücksichtigt, dass Chodscha Maschhad seit jeher ein religiöses Zentrum war. Dafür sind sich alle Einwohner von Sajod einig, dass die Grabstätten hinter Chodscha Maschhad Mitgliedern der Chodschamaschhadis gehören. Die Grabstätten im östlichen Kuppelbau stammen für die Chodschamaschhadis von den ersten muslimischen Missionaren, andere Gruppen verweisen auf archäologische Untersuchungen, die vorislamische Bestattungsrituale belegen sollen.